# نین (سومری)

خط میخی NIN ("بانوی")

واژه سومری نین (از تلفظ اکدی EREŠ) (𒎏) برای نشان دادن شهربانو یا کشیش استفاده می‌شده است و بیشتر به عنوان "خانم" برگردان می‌شود. برگردان‌های دیگر عبارتند از "ملکه"، "معشوقه"، "دارنده"، و "سالار".
بسیاری از ایزدبانوها نین نامیده می‌شوند، که از آنهاD نین‌گال. ("بانوی بزرگ")، D É. نین‌گال("بانوی پرستشگاه بزرگ")، D ارشکیگال، و D نین‌تی هستند

## در افسانه گیلگمش
نینسون به عنوان مادر گیلگمش در افسانه گیلگمش (نسخه استاندارد بابلی)، در ۵ فصل از ۱۲ فصل (لوح‌های I , II , III , IV، و XII) آمده است. شخص دیگری که از نین استفاده می‌کند، خدای نینورتا است.